# HD215441
HD215441 — хімічно пекулярна зоря спектрального класу B9, що має видиму зоряну величину в смузі V приблизно  8,8.
Вона  розташована на відстані близько 2329,7 світлових років від Сонця.

## Фізичні характеристики
Телескоп Гіппаркос зареєстрував фотометричну змінність  даної зорі з періодом    9,49 доби в межах від  Hmin= 8,92 до  Hmax= 8,77.

## Пекулярний хімічний склад
Зоряна атмосфера HD215441 має підвищений вміст 
Si
.

## Магнітне поле
Спектр даної зорі вказує на наявність магнітного поля у її зоряній атмосфері.
Напруженість повздовжної компоненти поля оціненої з аналізу
наявних ліній металів
становить ******±2086,5 Гаус.